# Live Chronicles
Albums de Hawkwind
The Chronicle of the Black Sword
(1985) The Xenon Codex
(1988)
Live Chronicles est un album en concert du groupe de space rock britannique Hawkwind. Il est sorti en 1986 sur le label GWR Records.
Il provient du concert donné le 4 décembre 1985 au Hammersmith Odeon de Londres durant la tournée de promotion de l'album The Chronicle of the Black Sword.

## Fiche technique

### Chansons

#### Album original
| 1. | Song of the Swords | Dave Brock        | 3:13 |
| 2. | Dragons and Fables | Huw Lloyd-Langton | 3:11 |
| 3. | Narration          | Harvey Bainbridge | 0:47 |
| 4. | The Sea King       | Huw Lloyd-Langton | 3:47 |
| 5. | Angels of Death    | Dave Brock        | 4:43 |

| 6.  | Shade Gate                               | Harvey Bainbridge                       | 3:54 |
| 7.  | Rocky Paths                              | Huw Lloyd-Langton, Marion Lloyd-Langton | 2:51 |
| 8.  | Narration – Elric The Enchanter (Part 1) | Dave Brock                              | 0:37 |
| 9.  | The Pulsing Cavern                       | Harvey Bainbridge, Alan Davey           | 2:32 |
| 10. | Master of the Universe                   | Dave Brock, Nik Turner                  | 3:57 |
| 11. | Dreaming City                            | Huw Lloyd-Langton                       | 4:18 |

| 1. | Choose Your Masques | Dave Brock, Michael Moorcock                                                 | 4:55 |
| 2. | Fight Sequence      | Harvey Bainbridge, Dave Brock                                                | 3:21 |
| 3. | Needle Gun          | Dave Brock                                                                   | 4:10 |
| 4. | Zarozinia           | Dave Brock, Kris Tait                                                        | 4:15 |
| 5. | Lords of Chaos      | Harvey Bainbridge, Dave Brock                                                | 1:00 |
| 6. | The Dark Lords      | Harvey Bainbridge, Dave Brock                                                | 1:36 |
| 7. | Wizards of Pan Tang | Harvey Bainbridge, Dave Brock, Alan Davey, Huw Lloyd-Langton, Danny Thompson | 1:46 |

| 8.  | Moonglum                     | Huw Lloyd-Langton                                | 4:44 |
| 9.  | Elric the Enchanter (Part 2) | Alan Davey                                       | 2:33 |
| 10. | Conjuration of Magnu         | Dave Brock                                       | 1:48 |
| 11. | Magnu                        | Dave Brock                                       | 3:16 |
| 12. | Dust of Time                 | Harvey Bainbridge, Dave Brock, Huw Lloyd-Langton | 2:29 |
| 13. | Horn of Fate                 | Dave Brock                                       | 6:27 |

#### Rééditions
La réédition remasterisée de l'album parue en 2009 chez Atomhenge inclut plusieurs titres bonus intercalés dans l'album original.
| 1.  | The Chronicle of the Black Sword (titre bonus) | 1:52 |
| 2.  | Song of the Swords                             | 3:09 |
| 3.  | Dragons and Fables                             | 3:10 |
| 4.  | Narration                                      | 0:46 |
| 5.  | Sea King                                       | 4:07 |
| 6.  | Dead God's Homecoming (titre bonus)            | 1:32 |
| 7.  | Angels of Death                                | 4:43 |
| 8.  | Shade Gate                                     | 3:50 |
| 9.  | Rocky Paths                                    | 2:52 |
| 10. | Narration (Elric the Enchanter - Part One)     | 0:55 |
| 11. | The Pulsing Cavern                             | 2:15 |
| 12. | Master of the Universe                         | 4:01 |
| 13. | Dragon Song (titre bonus)                      | 1:33 |
| 14. | Dreaming City                                  | 4:30 |
| 15. | Choose Your Masques                            | 4:52 |
| 16. | Fight Sequence                                 | 3:26 |

| 1.  | Assault and Battery (titre bonus)       | 3:40 |
| 2.  | Sleep of a Thousand Tears (titre bonus) | 4:36 |
| 3.  | Zarozinia                               | 4:17 |
| 4.  | Lords of Chaos                          | 1:01 |
| 5.  | The Dark Lords                          | 1:37 |
| 6.  | Wizards of Pan Tang                     | 1:42 |
| 7.  | Moonglum                                | 4:41 |
| 8.  | Elric the Enchanter – Part Two          | 2:27 |
| 9.  | Needle Gun                              | 4:08 |
| 10. | Conjuration of Magnu                    | 1:52 |
| 11. | Magnu                                   | 3:17 |
| 12. | Dust of Time                            | 2:30 |
| 13. | The Final Fight (titre bonus)           | 1:28 |
| 14. | Horn of Fate                            | 6:40 |

### Musiciens

#### Hawkwind
- Dave Brock : guitare, claviers, chant
- Huw Lloyd-Langton : guitare, chant
- Harvey Bainbridge : claviers, chant
- Alan Davey : basse, chant
- Danny Thompson Jr. : batterie

#### Musiciens supplémentaires
- Michael Moorcock : chant
- Tony Crerar : mime, danse
- Kris Tait : mime, danse, chant
- Tim Pollard : mime